# God's Son
God's Son (Filho de Deus em inglês) é o sexto álbum do rapper Nas, lançado em 13 de Dezembro de 2002 nos Estados Unidos pela Columbia Records. A produção do álbum ocorreu entre 2001 e 2002 e foi tratada por vários produtores de hip hop, incluindo Salaam Remi, Chucky Thompson, Ron Browz e The Alchemist. Parcialmente inspirado por sua richa com o rapper Jay-Z e a morte de sua mãe no começo de 2002, God's Son abrange temas como religião, violência e suas próprias experiências emocionais. O álbum tem sido reconhecido por críticos musicais como um trabalho pessoal de Nas.
O álbum estreou no número 18 da parada Billboard 200, vendendo 156,000 cópias em sua semana de lançamento. Eventualmente chegou ao número 12 na parada e produziu três singles que alcançaram sucesso nas paradas da Billboard. Desde seu lançamento, God's Son recebeu aclamação da maioria dos críticos, que elogiaram o lirismo de Nas e o viram como uma progressão de seu trabalho anterior. Em 14 de Janeiro de 2003, o álbum foi certificado como platina em vendas pela Recording Industry Association of America (RIAA), após as vendas superiores a 1,303,000 de cópias.

## O disco
É considerado o registro da maturidade de Nas. God's son é promovido por três singles muito diferentes: Made You Look é uma espécie de festa de rap, Get Down uma coleção de contos da vida de rua, e I Can um ditado social construído sobre as notas de Per Elisa por Ludwig van Beethoven.
O álbum foi dedicado à mãe de Nas, Ann Jones, que morreu um pouco antes do lançamento do álbum, de um câncer de mama. Dance é um verdadeiro tributo a Ann Jones, mas em outras músicas você pode encontrar mais referências à sua memória. God's Son também simboliza o início para o fim da rivalidade entre Nas e Jay-Z.

### Crítica
God's Son é frequentemente referido como um disco qualitativamente a meio caminho entre Illmatic e Stillmatic. Pessoal e pensativo por alguns, para outros um sinal de fraqueza. Alguns críticos não identificaram a fraqueza do álbum ainda em produção, de acordo com Jon Robinson do site IGN.com: "alguns dos álbuns menos memoráveis dos últimos anos".

### Vendas
God's Son ganhou um disco de platina depois de alguns meses após a sua publicação, graças às aparições na parada de singles de Made You Look e I Can. O único que não atingiu a parada Billboard Hot 100 é Get Down, apesar de aclamado pela crítica.

## Faixas
| #   | Título                                           | Produtor(es)                   | Samples | Duração |
| --- | ------------------------------------------------ | ------------------------------ | --- | ------- |
| 1   | "Get Down"                                       | Nas, Salaam Remi               | - "Get Up and Get Down" by The Dramatics - "Funky Drummer" by James Brown - "The Boss" by James Brown - "Rock Creek Park" by The Blackbyrds | 4:04    |
| 2   | "The Cross"                                      | Eminem                         | | 3:47    |
| 3   | "Made You Look"                                  | Salaam Remi                    | - "Apache" by Incredible Bongo Band | 3:22    |
| 4   | "Last Real Nigga Alive"                          | Ron Browz                      | | 5:07    |
| 5   | "Zone Out" (feat. Jungle & Wiz)                  | Salaam Remi                    | | 3:48    |
| 6   | "Hey Nas" (feat. Claudette Ortiz & Kelis)        | Salaam Remi                    | - "Risin' to the Top Bill" by Allan Felder                                                                                                  | 4:06    |
| 7   | "I Can"                                          | Salaam Remi                    | - "Für Elise" by Ludwig van Beethoven - "Impeach the President" by The Honeydrippers                                                        | 4:14    |
| 8   | "Book of Rhymes"                                 | The Alchemist                  | - "For the Dollar Bill" by Tommy Tate | 3:54    |
| 9   | "Thugz Mansion (N.Y.)" (feat. 2Pac & J. Phoenix) | Claudio Cueni, Michael Herring | | 4:07    |
| 10  | "Mastermind"                                     | The Alchemist                  | | 4:07    |
| 11  | "Warrior Song" (feat. Alicia Keys)               | Alicia Keys                    | - "Na Poi" by Fela Kuti | 4:42    |
| 12  | "Revolutionary Warfare" (feat. Lake)             | The Alchemist                  | - "We Made It" by Black Ivory | 3:29    |
| 13  | "Dance"                                          | Chucky Thompson for The Hitmen | - "Aïcha" by Cheb Khaled (Replayed) - "I Hope You Dance" by Lee Ann Womack                                                                  | 3:34    |
| 14  | "Heaven" (feat. Jully Black)                     | Agile, Saukrates (co)          | - "I Love You" by Eddie Holman | 4:42    |
| 15* | "Thugz Mirror" (Freestyle)                       | The Alchemist                  | | 1:50    |
| 16* | "Pussy Killz"                                    | Chucky Thompson for The Hitmen | - "My Hero Is a Gun" by Diana Ross | 4:38    |
| 17* | "The G.O.D."                                     | Swizz Beatz                    | | 2:39    |